# U-Bahnhof Lorenzkirche
Der U-Bahnhof Lorenzkirche (Abkürzung: LO) ist der 13. U-Bahnhof der Nürnberger U-Bahn und wurde am 28. Januar 1978 nach Plänen des Nürnberger Baudirektor Theo Kief eröffnet. Er ist 635 m vom U-Bahnhof Weißer Turm und 584 m vom U-Bahnhof Hauptbahnhof entfernt. Benannt ist der U-Bahnhof nach dem hochgotischen Kirchenbau von St. Lorenz unmittelbar östlich des U-Bahnhofes. Täglich wird er von rund 49.500 Fahrgästen genutzt (Mo–Fr, 2019).

## Lage

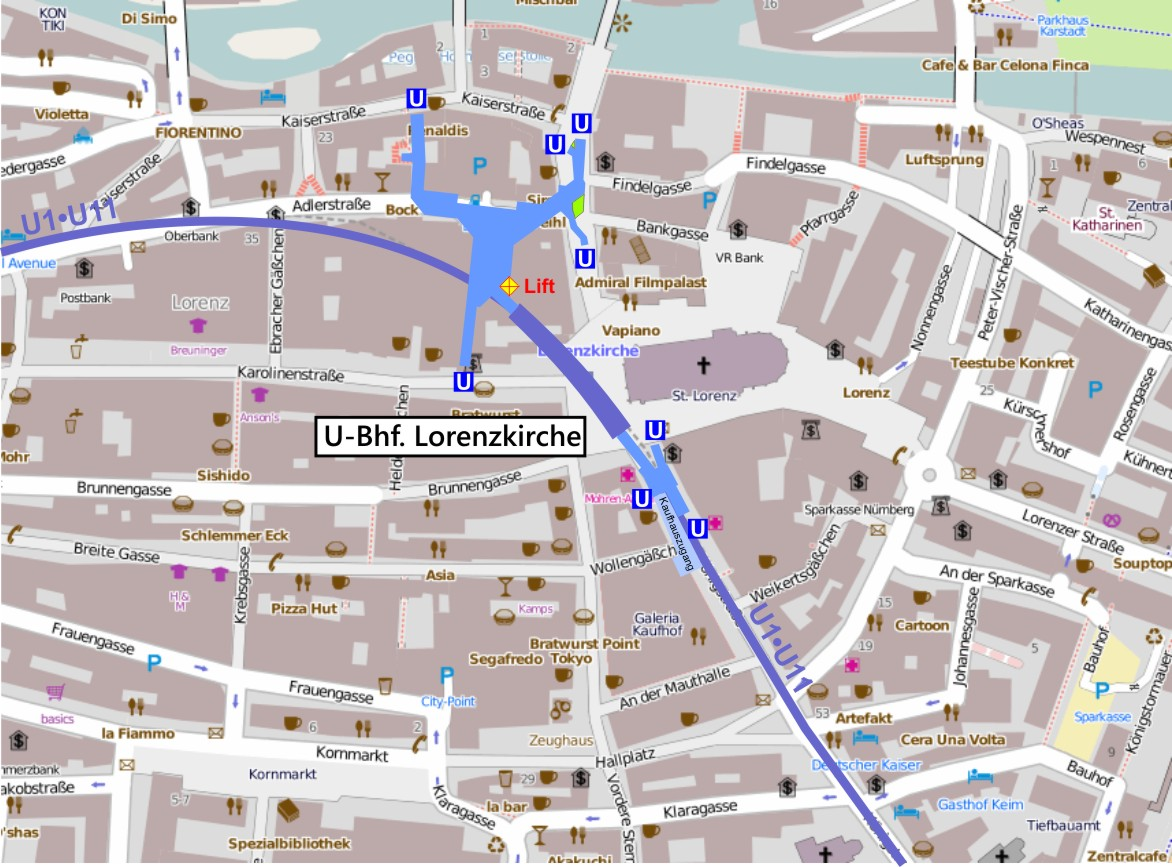
Lageplan U-Bahnhof Lorenzkirche

Der Bahnhof liegt im Nürnberger Stadtteil St. Lorenz und erstreckt sich unterirdisch in einer Linkskurve in Südost-Nordwest-Richtung unter der Königstraße vom Wollengässchen bis zur Kreuzung König-/ Karolinenstraße. An beiden Bahnsteigenden führen Ausgänge in ein Verteilergeschoss und von dort aus zur Adlerstraße sowie den Fußgängerzonen Karolinen-, Kaiser- und Königstraße. Ein Aufzug führt von der Bahnsteigebene ins westliche Verteilergeschoss, das über eine Ladenpassage und ein öffentliches WC verfügt. Zusätzlich gibt es direkte Zugänge zu den Kaufhäusern Karstadt und Kaufhof.
In der Umgebung des Bahnhofs befinden sich das Admiral-Kino, das Heilig-Geist-Spital, die Lorenzkirche, die Mauthalle und das Nassauer Haus.

## Bauwerk und Architektur
Das Bahnhofsbauwerk ist 147 m lang, 20 m breit und 15 m tief (eineinhalbfache Tiefenlage). Die Bauarbeiten für den Bahnhof begannen am 26. Mai 1975. Bautechnische Herausforderung waren die Lorenzkirche, deren Südturm bis auf wenige Meter an die Bahnsteigwand heranreicht und das Nassauer Haus, das sich genau über dem Bahnhof befindet. Um den Südturm der Lorenzkirche nicht zu beschädigen, wurden 15 Bohrpfähle gesetzt, die mit Injektionsankern im Erdreich verankert sind. Die Bahnsteige bestehen aus zwei Einzelröhren, die in Neuer Österreichischer Tunnelbauweise erstellt wurden und an drei Stellen mit Querschlägen verbunden sind. Die Bahnsteigköpfe und die Verteilergeschosse wurden in offener Bauweise mit Berliner Verbau erstellt, der Westkopf entstand zusammen mit dem Bau des Karstadt-Gebäudes, hier befindet sich als architektonische Besonderheit im Fußgängertunnel zur Königstraße eine Wasserorgel.
Der Bahnhof ist im Stil einer Felsengrotte unter Verwendung von grobporigem Spritzbeton gestaltet. An beiden Bahnsteigwänden finden sich jeweils auf Höhe der Querschläge stilisierte Nachbildungen des Rosettenfensters in der Westfassade der Kirche. Das Germanische Nationalmuseum zeigt in je sechs Vitrinen auf jeder Bahnsteigseite Nachbildungen eigener Exponate.

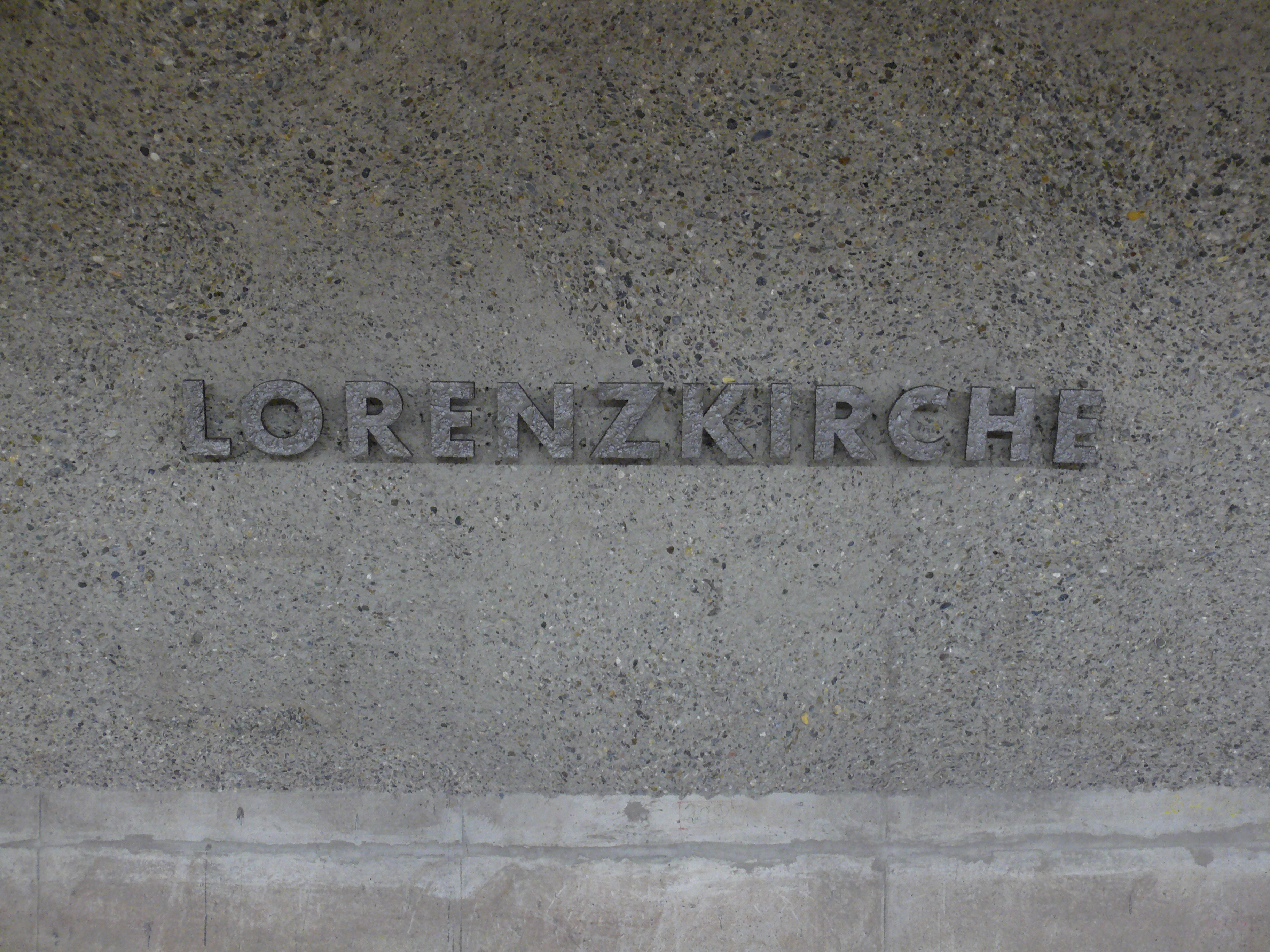
Stationsname an den Bahnsteigwänden
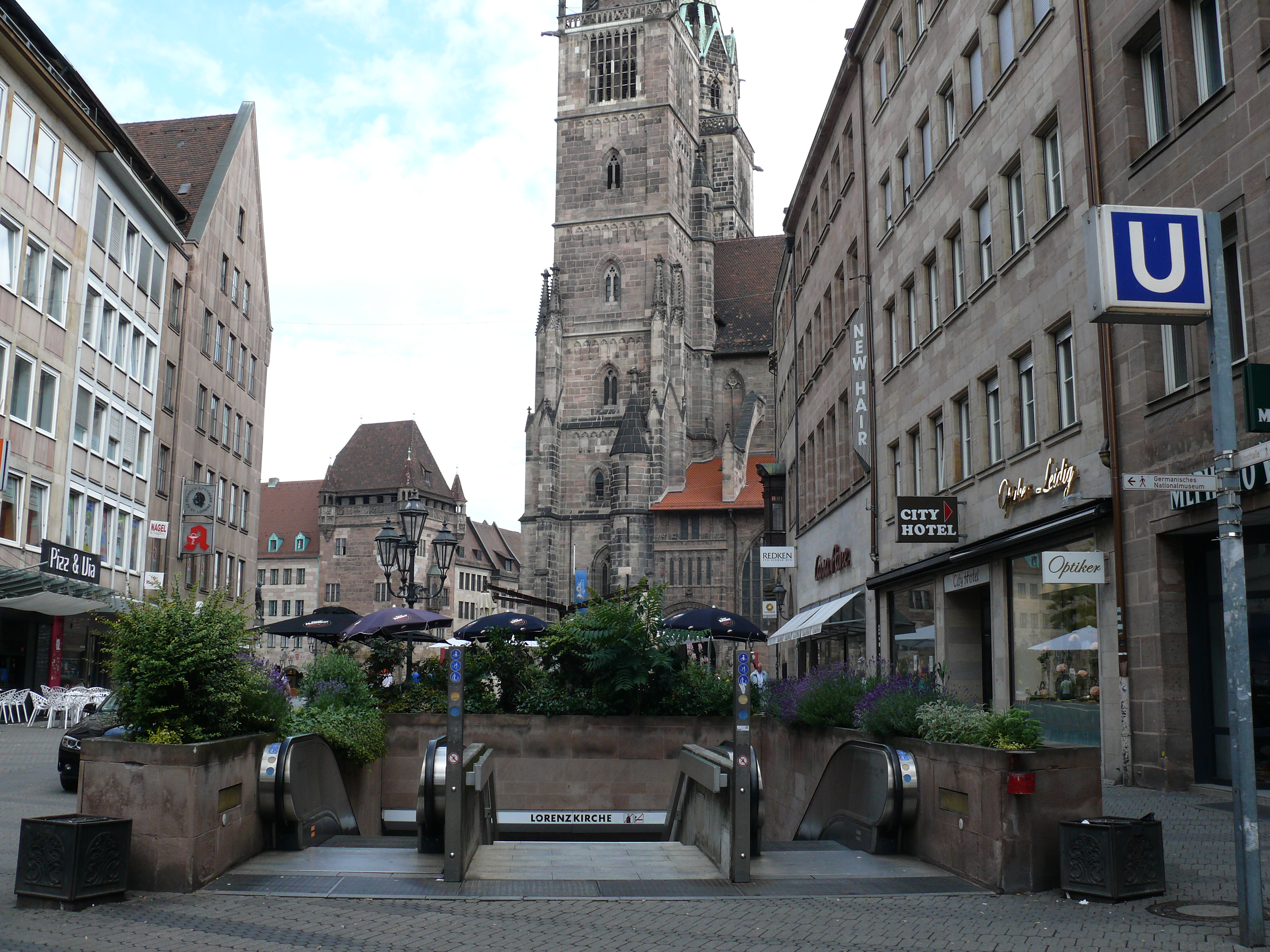
Zugang an der Oberfläche
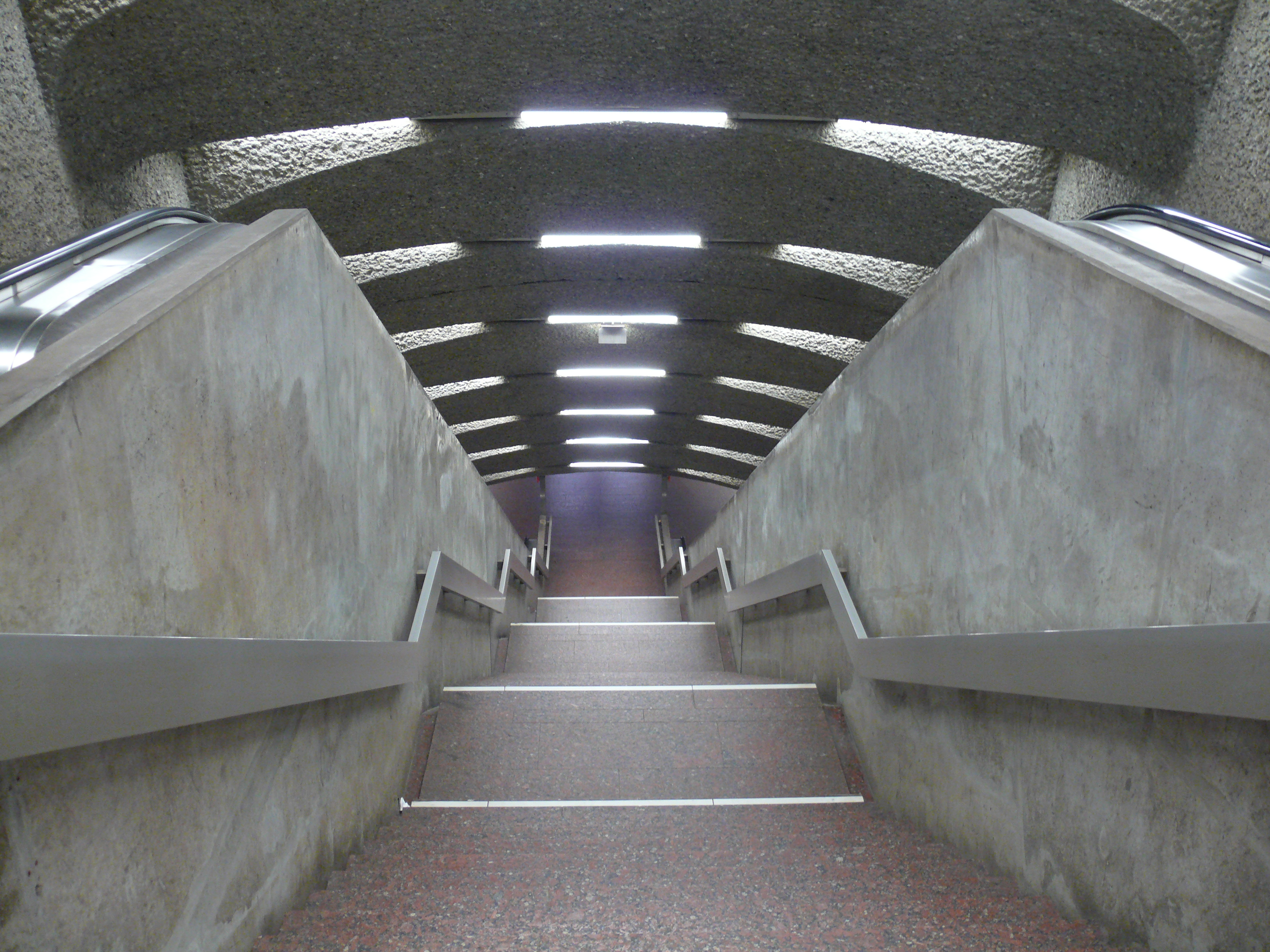
Abgang von der Bahnsteigebene zum Verteilergeschoss
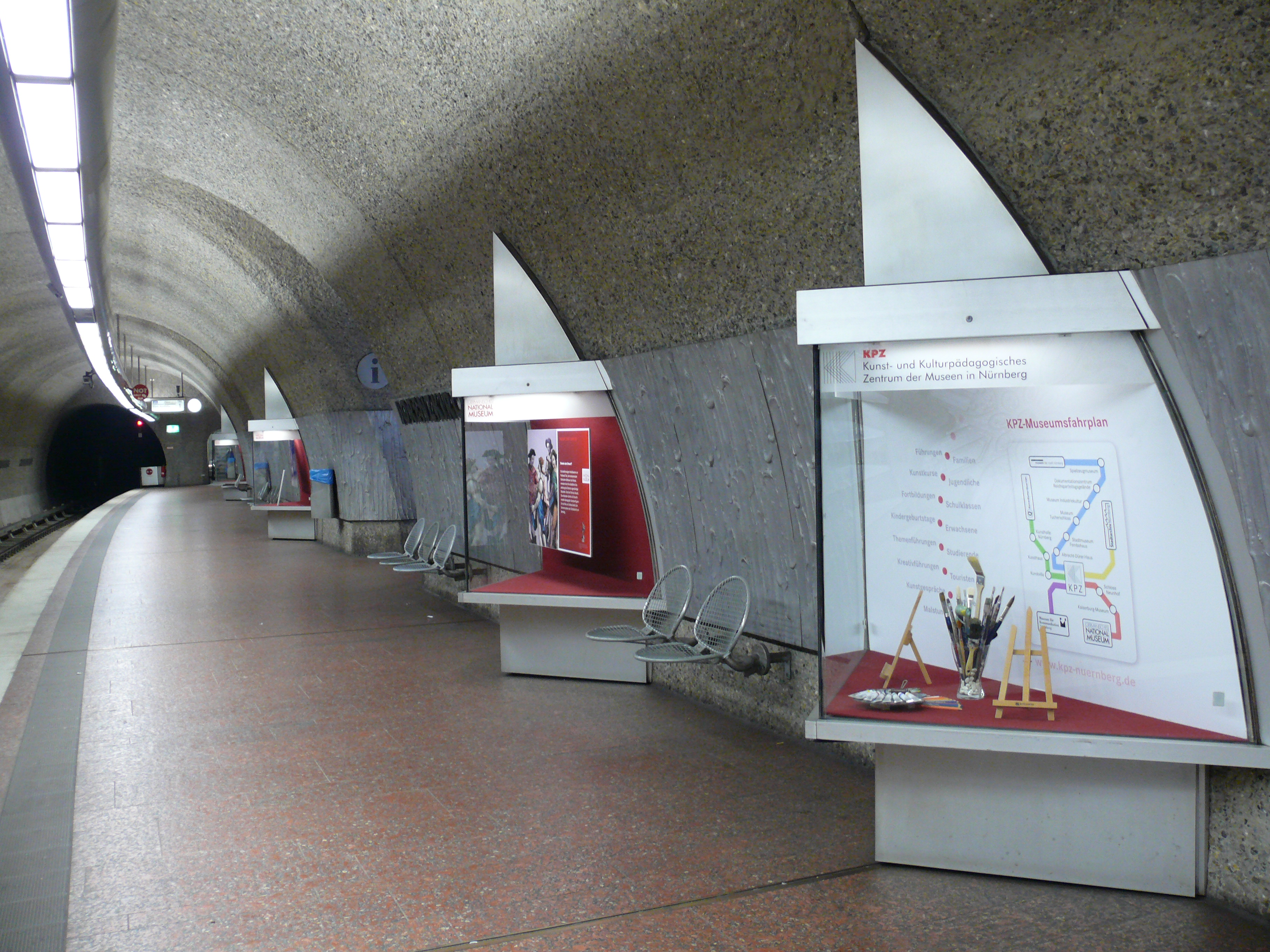
Vitrinen des Germanischen Nationalmuseums
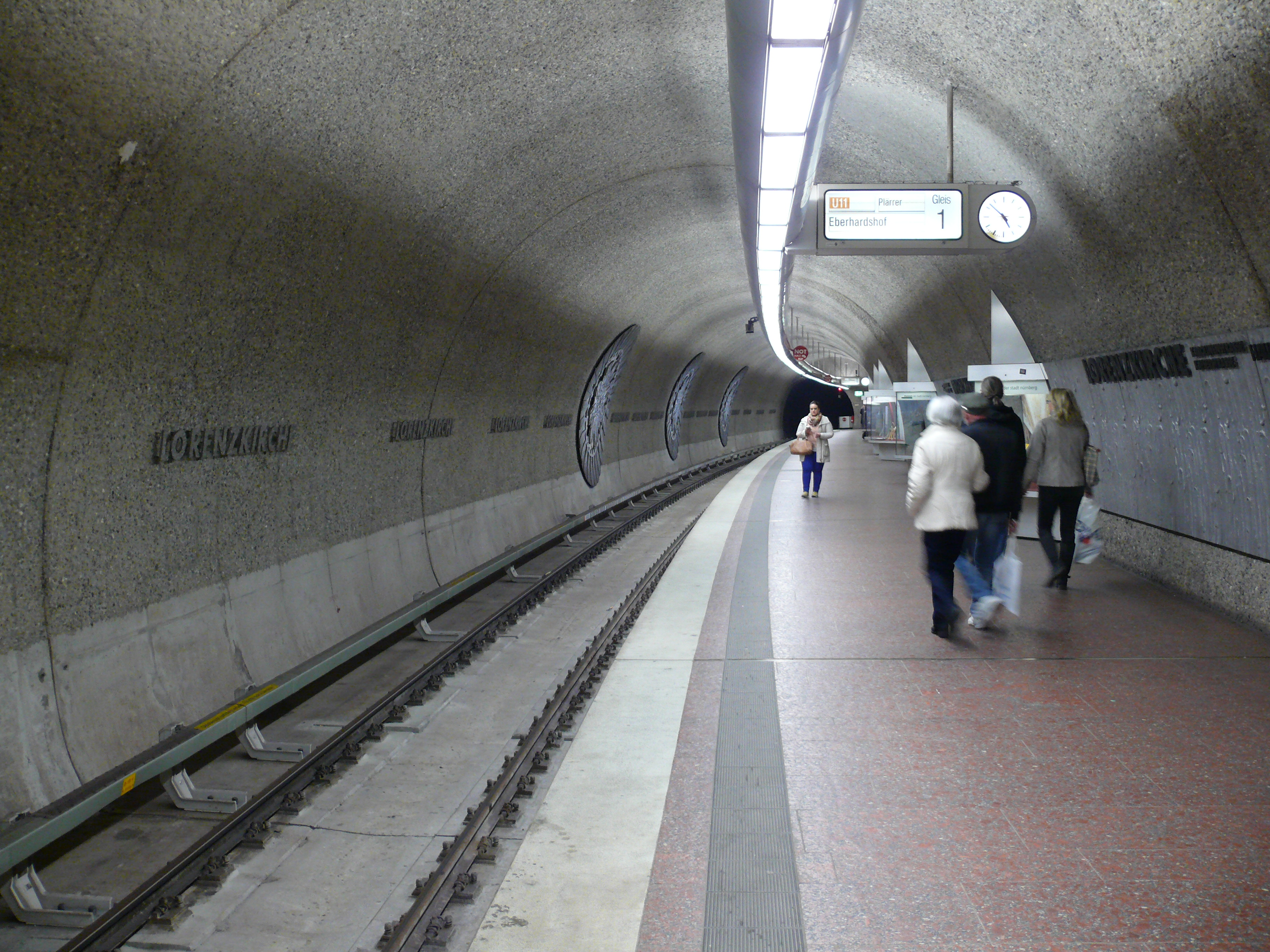
Bahnsteigebene (Gleis 1)
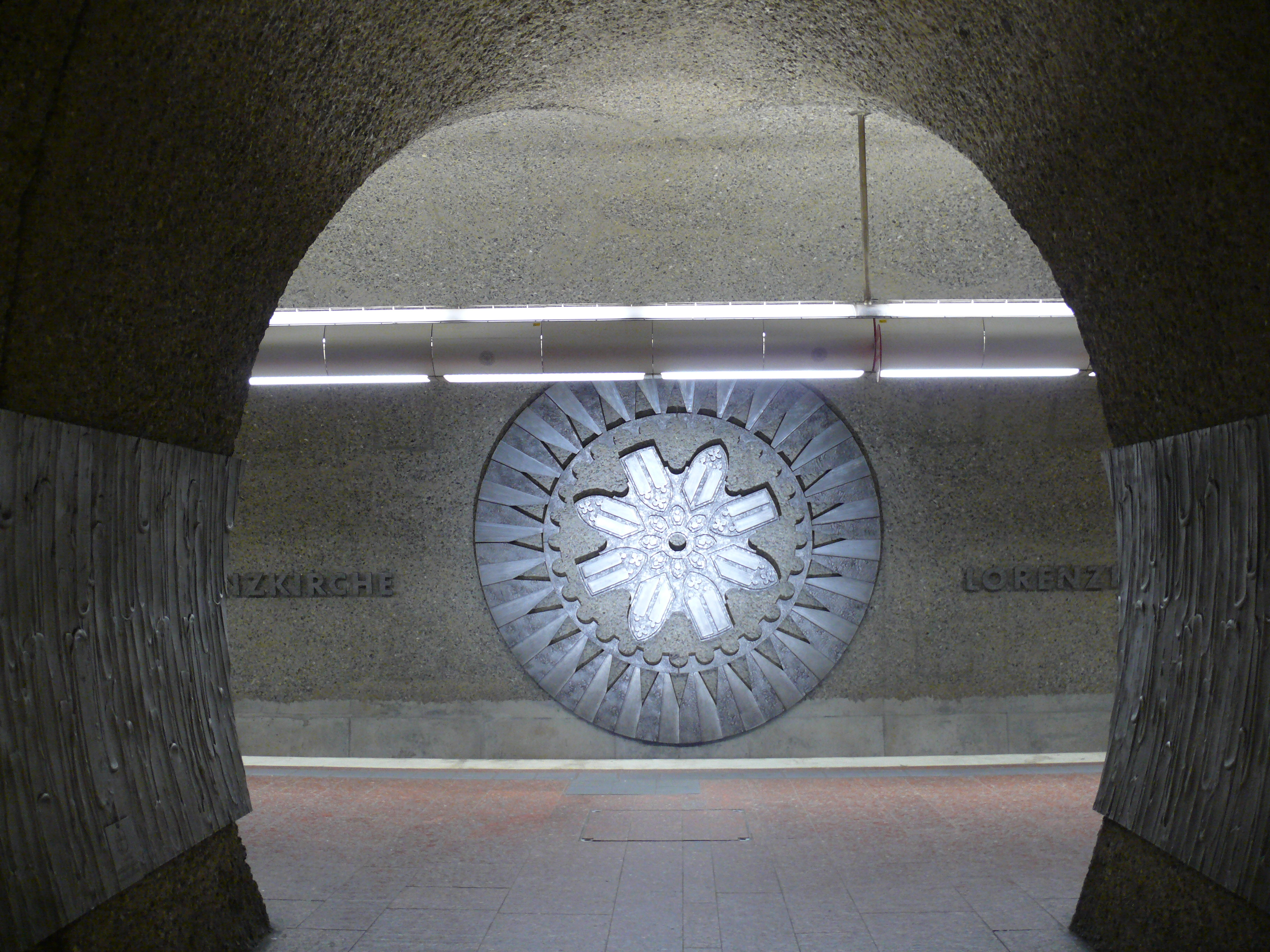
Eine Nachbildung des Rosettenfensters

## Linien
| Linie | Verlauf | Takt |
| ----- | --- | --- |
| U1    | Langwasser Süd – Gemeinschaftshaus – Langwasser Mitte – Scharfreiterring – Langwasser Nord – Messe – Bauernfeindstraße – Hasenbuck – Frankenstraße – Maffeiplatz – Aufseßplatz – Hauptbahnhof – Lorenzkirche – Weißer Turm – Plärrer – Gostenhof – Bärenschanze – Maximilianstraße – Eberhardshof – Muggenhof – Stadtgrenze – Jakobinenstraße – Fürth Hauptbahnhof – Rathaus – Stadthalle – Klinikum – Hardhöhe Stand: Fahrplanwechsel Dezember 2023 | 5–7 min (montags–freitags) 3–4 min (Langwasser–Eberhardshof an Schultagen) 6–7 min (samstags) 10 min (sonn-/feiertags) |

Der Bahnhof wird von der Linie U1 bedient. An der Oberfläche besteht an der Haltestelle Heilig-Geist-Spital Umsteigemöglichkeit zu den Stadtbuslinien 37, 46, 47 und 94.